# Acrotritia reticulata
Acrotritia reticulata är en kvalsterart som först beskrevs av Sandór Mahunka 1988.  Acrotritia reticulata ingår i släktet Acrotritia och familjen Euphthiracaridae. Inga underarter finns listade i Catalogue of Life.